# Toni Garrn
Toni Garrn, właściwie Antonia Garrn (ur. 7 lipca 1992) – niemiecka modelka i aktorka.

## Życiorys
Toni Garrn urodziła się jako Antonia Garrn w Hamburgu. Jej ojciec pracował dla rafinerii ropy naftowej, a matka prowadziła firmę. Ma starszego brata, Niklasa, który jest również modelem. Gdy Garrn miała dwa lata, przeniosła się z rodziną do Londynu, a później do Aten, gdy miała lat sześc. W wieku 10 lat przeniosła się z powrotem do Hamburga z rodziną. Gdy Garrn miała 13 lat, została odkryta przez Claudię Midolo, właścicielkę niemieckiej agencji modelek Modelwerk podczas 2006 FIFA World Cup w swoim rodzinnym mieście, a następnie podpisała kontrakt z agencją New York Women Management.
Toni Garrn zadebiutowała na pokazie Calvina Kleina na wiosnę/lato 2008. Z tą marką podpisała również kontrakt na wyłączność. Na sezon wiosna/lato 2009 pojawiła się w kampaniach najbardziej prestiżowych domów mody na świecie: Prada, Fendi, Etro, Chloé, Versace Versense Fragrance, Emporio Armani, Hugo Boss oraz Shiseido.
Występowała w pokazach takich domów mody jak Prada, Miu Miu, Chanel, Christian Dior, Fendi, D&G, Dolce & Gabbana, Elie Saab, Balmain, Alexander Wang, Bottega Veneta, Donna Karan, Karl Lagerfeld, John Galliano, Versace, Kenzo, Valentino, Gucci, Etro, Just Cavalli, Yves Saint Laurent, Stella McCartney, Jason Wu, Ralph Lauren, Tommy Hilfiger, Hugo Boss, Calvin Klein, Carolina Herrera, Giorgio Armani oraz wielu innych.
Jej twarz zdobiła okładki koreańskiej, niemieckiej, rosyjskiej, meksykańskiej, hiszpańskiej, włoskiej, tureckiej i ukraińskiej edycji Vogue. Brała udział w sesjach okładkowych dla magazynów Tush, Numero Tokyo, Numero China, Numero France, Numero Russia, Madame Figaro Greece, Elle France, Elle Italia, Harper’s Bazaar Brasil, Harper’s Bazaar Korea, Harper’s Bazaar Germany.
W rankingach na stronie models.com znajduje się w sekcjach The Money Girls oraz Industry Icons.
W listopadzie 2015 została twarzą perfum Elie Saab Le Parfum.
W styczniu 2016 roku Garrn została twarzą wody toaletowej Jil Sander Simply.

## Victoria’s Secret
Toni Garrn rozpoczęła pracę z marką Victoria’s Secret w 2011 roku. Początkowo pojawiła się w katalogach marki prezentując linię odzieży. W listopadzie tego roku wystąpiła również na pokazie Victoria’s Secret Fashion Show 2011 w dwóch strojach. Jeden z nich był dopełniony przez anielskie skrzydła. W 2012 roku wraz z Erin Heatherton i Lindsay Ellingson wzięła udział w kampanii bielizny Dream Angels. Podczas pokazu na rok 2012 zaprezentowała się w dwóch strojach. Zamykała cały pokaz, co wiąże się z wielkim zaszczytem. W tym roku również została obdarzona anielskimi skrzydłami. Garrn była obecna również na pokazie na rok 2013. Był to jej trzeci pokaz, w którym otrzymała skrzydła. Wzięła udział w kampanii Body by Victoria w 2014 roku. Z nieznanych względów nie pojawiła się na pokazie w 2014 w Londynie. Toni powraca na wybieg Victoria’s Secret w 2018 roku po kilkuletniej przerwie.

## Filmografia[1]
Filmy kinowe
| Rok  | Tytuł                                | Rola            | Uwagi |
| ---- | ------------------------------------ | --------------- | ----- |
| 2021 | Przestroga                           | Olivia          |       |
| 2021 | Kryzys                               | Sarah           |       |
| 2019 | Spider-Man: Daleko od domu           | krawcowa        |       |
| 2019 | Zakochany Berlin                     | Heather         |       |
| 2018 | Podróż w niepamięć                   | Nora            |       |
| 2017 | Oscar Pistorius: Blade Runner Killer | Reeva Steenkamp |       |
| 2017 | Niechciany lokator                   | Lisa            |       |

Seriale telewizyjne
| Rok  | Tytuł          | Rola  | Uwagi |
| ---- | -------------- | ----- | ----- |
| 2016 | You Are Wanted | Katja |       |

Filmy krótkometrażowe
| Rok  | Tytuł     | Rola | Uwagi |
| ---- | --------- | ---- | ----- |
| 2016 | The Shift |      |       |

Teledyski
| Rok  | Tytuł                                                                  | Rola          | Uwagi |
| ---- | ---------------------------------------------------------------------- | ------------- | ----- |
| 2020 | Robin Schulz feat. Alida: In Your Eyes                                 | jako ona sama |       |
| 2019 | Robin Schulz & Nick Martin & Sam Martin: Rather Be Alone (Music Video) | jako kobieta  |       |
| 2018 | Alvaro Soler: La Cintura                                               | jako ona sama |       |
| 2011 | Life + Times: Empire State of Mind                                     | jako ona sama |       |